# نجیب‌زاده (مجموعه تلویزیونی)
نجیب‌زاده (انگلیسی: The Noblesse؛ کره‌ای: 귀부인) یک مجموعه تلویزیونی محصول کره جنوبی سال ۲۰۱۴ با بازی سو جی هه و پارک جونگ آه است. این مجموعه از ۱۳ ژانویه تا ۴ ژوئیه ۲۰۱۴، روزهای دوشنبه تا جمعه ساعت ۲۰:۱۵ (کی‌اس‌تی) از جی‌تی‌بی‌سی برای ۱۱۴ قسمت پخش شد.